# Villa Jacinta
La Villa Jacinta és una obra de Parets del Vallès (Vallès Oriental) inclosa a l'Inventari del Patrimoni Arquitectònic de Catalunya.

## Descripció
Edifici de planta rectangular, organitzat en planta baixa, pis i golfes, cobert amb teulada de dos vessants de teula àrab, acabada amb una senzilla imbricació recolzada en mènsules. La façana de migdia està composta amb tres eixos de composició vertical emmarcats amb un treballat guardapols. A la façana destaca un porxo galeria obert, de dues alçades, de planta trapezoidal, suportat i limitat amb dos pilars de fosa i baranes de ferro. Les façanes estan arrebossades i pintades.
Annexa a la nau industrial de la mateixa parcel·la hi ha la xemeneia tronco piramidal de planta quadrada, construïda amb peces ceràmiques.

## Història
Les referències documentals que tenim de can Massot són "Bernat Massot", al fogatge de 1515 i en el fogatge de 1553 "Antoni Messot".
Villa Jacinta és una casa de nova planta, construïda a principis del segle XX pels propietaris de Can Massot: Arnolda Fortuny Llopart, de can Massot i el seu marit Pere Molins Reverter.
L'antiga pagesia fou enderrocada i a l'espai que ocupava, actualment hi ha naus industrials.